# Одеса (альпіністський клуб)
Альпклуб «Одеса» — український альпіністський клуб з однойменного міста. Створений на базі альпсекції ДСТ «Авангард» в 1975 році. Президент клубу з 1995 року — Симоненко Валентин Костянтинович.

## Історія

### Кримсько-Кавказький Гірський Клуб (1890—1918)
Прабатьком сучасного альпіністського клубу прийнято вважати Кримський Гірський Клуб, який виник 25 січня 1890 р.. У 1905 році клуб було перейменовано на Кримсько-Кавказький.
Правління клубу знаходилося в Одесі і в різні роки мало 8 підлеглих йому відділень, найбільшим з яких було Ялтинське.
Основними напрямками діяльності клубу були: туристично-екскурсійний і науковий. У клубі функціонували дві робочі секції: екскурсійна секція влаштувала всі екскурсії клубу, сприяла роботі учених і туристам, організовувала іногородні екскурсії; музейна секція відала музеєм клубу, розширенням його експозицій, їх систематизацією.
Чисельність за весь час існування клубу склала понад 1400 членів. Серед почесних членів клубу значилися велика княгиня Ольга Олександрівна, принц Ольденбурзький Петро Олександрович, тимчасовий одеський губернатор Христофор Христофорович Рооп, Таврійський губернатор П. М. Лазарєв. Почесним головою клубу в 1902 р. було обрано принца Олександра Петровича Ольденбурзького.
Клуб видавав свій періодичний журнал «Записки Крымско-Кавказского Клуба» і бюлетень «Жизнь Крымско-Кавказского Клуба». Крім того видавалися окремі роботи наукового, туристського, альпіністського та краєзнавчого характеру. Особливу роль у популяризації туризму зіграв, виданий клубом в 1904 р. «Путеводитель по горам Кавказа».
З початком Першої світової війни в діяльності клубу настав спад. Громадянська війна в Росії та іноземна військова інтервенція привели до його закриття в 1918 р.

### Епоха Блещунова (1936—1975)
У 1936 році з ініціативи О. В. Блещунова створюється перша одеська секція альпінізму. І вже наступного року одесити здійснюють сходження на Казбек, в 1938 р. — на легендарну Ушбу. У ці роки з'являються перші кавалери значка «Альпініст СРСР». Узимку 1939 р. відбулася перша одеська альпініада зі сходженням на вершину Джантуган. Значимою виявилася Памірська експедиція 1940 р.. На висоті 6000 м було організовано високогірну лабораторію, де вивчався вплив висоти на організм людини й досліджувалися питання фотосинтезу. Крім того, під час експедиції було здійснено ряд першосходжень і розплутано «загадку Гармо» — сплетіння гірських хребтів Паміру. Під час підготовки до другої Памірської експедиції в 1941 р. почалася німецько-радянська війна, і альпсекція призупинила свою діяльність.
В 1947 р. секція знову запрацювала спочатку під керівництвом Анатолія Ковбасюка. Через рік його змінив Андрій Шевальов. А з 1951 р. і до 1976 р. з невеликою перервою альпінізм в Одесі очолював О. В. Блещунов. У ці роки стрімко починає розвиватися висотний і спортивний альпінізм. Так, в 1958 році одесити сходять на свій перший семитисячник — пік Леніна. У 1960 році одеська команда під керівництвом Віктора Лівшиця стає першими чемпіонами України з альпінізму. Надалі цей успіх неодноразово буде повторений в різних альпіністських класах.
| Рік  | Вершина               | Висота, м | Експедиція           |
| ---- | --------------------- | --------- | -------------------- |
| 1990 | Еверест               | 8848      | СРСР, США, Китай     |
| 1991 | Нанда-Деві            | 7816      | Індійсько-українська |
| 1993 | Канченджанга          | 8586      | Міжнародна           |
| 1994 | К2, Каракорум         | 8611      | Одеська              |
| 1995 | Броуд-пік, Каракорум  | 8047      | Одеська              |
| 1996 | Аннапурна             | 8095      | Українська           |
| 1997 | Чо-Ойю Нангапарбат    | 8201 8126 | Одеська              |
| 1998 | Пуморі Ама-Даблам     | 7161 6856 | Українська           |
| 1999 | Еверест               | 8848      | Українська           |
| 2000 | Шишабангма Чо-Ойю     | 8012 8201 | Українська           |
| 2001 | Манаслу               | 8156      | Українська           |
| 2002 | Лхоцзе Дхаулагірі     | 8516 8167 | Одеська              |
| 2003 | Хідден-пік, Каракорум | 8068      | Українська           |
| 2004 | Макалу                | 8463      | Міжнародна           |
| 2010 | Макалу                | 8463      | Українська           |

### Альпклуб «Одеса» (1975— сьогодення)
На базі альпсекції добровільного спортивного товариства «Авангард» в 1975 році створюється Альпклуб «Одеса». І вже в 1976 році одеські альпіністи завойовують срібні медалі чемпіонату СРСР. Сходження на вершину Мижиргі в 1983 році вперше зробило одеситів чемпіонами СРСР. Виділяється серед інших досягнень сходження 1987 року по новому маршруту 6-ї категорії складності по Північній стіні на Хан-Тенгрі, яке також принесло клубу золоті медалі чемпіонату СРСР.
Гімалаї для клубу відкрив Мстислав Горбенко, перший одесит, що зійшов в рамках міжнародної експедиції «Сходження Миру» на Еверест. Згодом саме гімалайський напрямок став пріоритетним для всього українського альпінізму.
У 1993 і 1994 рр. одеситами підкорені 3-тя і 2-га вершини світу: Канченджанґа і K2.
Починаючи з 1996 року збірна команда України на базі альпклубу «Одеса» за підтримки провідних альпіністів проводить національні гімалайські експедиції. Серед них найбільш виділяється Перша українська національна експедиція «Еверест-99», в рамках якої на Евересті побувала 3 українці, в тому числі Владислав Терзиул і одесит Василь Копитко.
Взяли участь у першій українській національній експедиції «Еверест-99» у 1999 році, по класичному маршруту з півночі.

## Досягнення
| Класс                  |            |      |
| ---------------------- | ---------- | ---- |
| Висотно-технічний клас | 2007       | 2009 |
| Скельний клас          | 2009, 2010 |      |
| Технічний клас         | 2010       |      |
| Всього, медалей        | 4          | 1    |

| Клас                   |            |            |            |
| ---------------------- | ---------- | ---------- | ---------- |
| Висотний клас          | 1987       | 1976, 1980 |            |
| Висотно-технічний клас |            | 1977       |            |
| Льодово-сніжний клас   | 1983, 1988 | 1984, 1989 | 1983, 1985 |
| Скельний клас          |            | 1986       |            |
| Технічний клас         |            | 1978       | 1981, 1982 |
| Всього, медалей        | 3          | 7          | 4          |

| Клас                   |                                    |
| ---------------------- | ---------------------------------- |
| Висотний клас          | 1965, 1974, 1981                   |
| Висотно-технічний клас | 1967, 1980                         |
| Зимовий клас           | 1989                               |
| Клас траверсів         | 1962, 1964, 1965, 1970             |
| Скельний клас          | 1987                               |
| Технічний клас         | 1960, 1961, 1966, 1982, 1985, 1989 |
| Всього, медалей        | 17                                 |

| Клас            |                                          |                              |                                    |
| --------------- | ---------------------------------------- | ---------------------------- | ---------------------------------- |
| Висотний клас   | 1992                                     |                              |                                    |
| Зимовий клас    | 1994, 2002, 2009, 2010                   |                              |                                    |
| Клас малих гір  | 1993, 1999, 2000, 2001, 2003, 2007       | 1999, 2002, 2005, 2007, 2008 | 2009                               |
| Скельний клас   | 2000, 2001, 2004, 2007, 2009, 2010       | 2001, 2002                   | 1995, 1996, 1997, 1998, 2007, 2009 |
| Технічний клас  | 1999, 2000, 2003, 2005, 2006, 2008, 2009 | 1999, 2003, 2009, 2010       | 2005                               |
| Всього, медалей | 24                                       | 11                           | 8                                  |

За час існування клуб виховав: 3 Заслужених тренери України, 2 Заслужених майстри спорту, 5 майстрів спорту міжнародного класу, 56 майстрів спорту СРСР та України, 12 «Сніжних барсів», 114 інструкторів альпінізму.

## Скеледром
УТБ «Скеледром» — це навчально-тренувальна база альпіністського клубу «Одеса». Вона розташована біля самого берега моря між пляжами «Аркадія» і «Чкаловський». На території знаходиться великий скелелазний стенд зі штучним рельєфом висотою 15 м, з різними трасами (від 5а до 8б).

## Цікаві факти
- Серед почесних членів Кримсько-Кавказького гірського клубу числився колишній президент США Теодор Рузвельт і Бухарський емір Сеїд-Абдул-Ахад-Хан.[1]